# Kusum Forest Park
Der Kusum Forest Park (Schreibvariante: Kusun Forest Park) ist ein Waldgebiet im westafrikanischen Staat Gambia.

## Topographie
Das im Jahr 1954 ausgewiesene Gebiet mit 316 Hektar liegt im Osten des Landes, in der Upper River Region im Distrikt Kantora. Westlich des Gebietes liegt der Ort Garowol und im Osten ist das Gebiet begrenzt durch den Gambia-Fluss. Die südöstliche Ecke reicht bis an den Ort Fatoto heran.